# Szervezetpszichológia
A szervezetpszichológia gyökerei kb. 3000 évvel ezelőttre vezethetők vissza, amikor is az ókori Kínában teszteket dolgoztak ki katonai és közügyi szolgálatokat óhajtó emberek számára.

## Ókor
Már az egyiptomi piramisok megépítése is rendkívül nagy szervezettséget és koordináló személyzet meglétét feltételezi. A nagy görög filozófusok között Arisztotelész (i. e. 384-322) „Politika” című művében a vezetés, a specializáció és a decentralizáció témáit taglalja (“A munkalélektan elhelyezése a pszichológia tudományában,” n.d.), míg Platón (i. e. 427-347) az individuális különbségek megfigyelésével és az elvárások megfogalmazásával foglalkozott. Xenophón (i. e. 427-355) a rabszolgákkal való bánásmód egyéni szempontjainak vizsgálatával járult hozzá a munkapszichológia kialakulásához. Ezeken kívül a Bibliában is találhatunk katonai kiválasztásokról való leírásokat („Munkapszichológia”, n. d.)

## Középkor
A középkorban a munkavégzést az határozta meg, milyen családba született az illető. Emellett az alkalmasság szükségességét mutatja a céhes legények mestervizsgája. Ezen kívül mesterségbeli szövetségek is létrejöttek, amik szintén szervezettséget igényeltek. A motiváció is ebben a korban vált érdekessé. A rabszolgát a tulajdonosa saját egyéni döntése és világnézete szerint motiválta nagyobb fejadaggal vagy több korbácsütéssel, az iparosok, kézművesek pedig saját hasznuk érdekében dolgoztak keményebben vagy épp lassúbb tempóban, ám a középkorban megjelenő, céhekben, építkezéseken dolgozó inasok, segédek gyorsabb, jobb, hatékonyabb munkavégzésének eléréséhez már szükség volt valamiféle egységes elképzelésre, illetve tudásanyagra. Ez a tudásanyag, motivációs, vagy épp értékelési rendszer a köztudatba még nem igazán épülhetett be, de például egyes céhek mestereinek írott vagy íratlan szabályai között már szerepeltek (Fekete, 2007).

## Az ipari forradalom után
Az ipari forradalom nagy változást okozott a munka világában: a tömegtermelés nagy mennyiségben támasztott igényt a munka iránt, ezáltal a munkára való kiválasztás is fontossá vált („Munkapszichológia”, n. d.). Létrejött egy kapitalista gazdálkodási rend, amelyben a munkát már nem tekintették büntetésnek, és megvalósult a szabad foglalkozásválasztás. Emellett megjelentek a gyárak, ahol viszont a hatékonyság nem volt megfelelő. Mindez egyre növekvő igényt keltett a munkaszervezés és a munkapszichológia létrejötte iránt.
Adam Smith (1723-1790) a „Nemzetek gazdasága” című művében már a munkamegosztás termelést meghatározó pozitív szerepét hangsúlyozta (“A munkalélektan elhelyezése a pszichológia tudományában,” n.d.). Mégis Wilhelm Wundt (1832-1920) volt az első pszichológus, aki az első pszichológiai laboratórium létrehozásával (1879), és az ott zajló különböző vizsgálatokkal (pl. reakcióidő, figyelem, emlékezet vizsgálata) nagyban hozzájárult nemcsak a munkapszichológia, hanem a pszichológiának, mint tudománynak a létrejöttéhez („Munkapszichológia”, n. d.). Max Weber (1864-1920) is hozzájárult a munkalélektan létrejöttéhez, mégpedig azáltal, hogy bevezette a bürokratikus vezetés fogalmát, amely szerint a hatékonyság kulcsa a maximális ellenőrzés és irányítás. Elképzelése szerint a bürokratikus szervezetekben minden csoport felett áll egy ellenőrző-irányító vezető, aki magasabb hatékonyságú, mint a beosztottjai. Továbbá utasításainak módja előre meghatározott, személytelenül (objektíven) értékeli a beosztottjait, távolságot tart tőlük. A kommunikációs hálózatnak továbbá követnie kell a szervezeti struktúra felépítését, illetve a külső kapcsolat tartása a vezetői szinthez kötött. Ez a rendszer, bár hatékonynak bizonyult, elég személytelen, lassú, sok információ elveszhet, megöli a kreativitást, frusztrációt okoz, növeli az agresszivitást, és egyéb negatív következményekhez vezet.
A következő nagy lépés az volt, hogy F. W. Taylor (1854-1915) megalkotta a „tudományos munkaszervezés” elméletét és az ún. üzempszichológiát. Véleménye szerint a dolgozók lusták, nem képesek önálló munkavégzésre, és csakis anyagiakkal lehet őket ösztönözni. Ezért Taylor racionalizálta a termelést és elemezte a munkatevékenységeket a teljesítmény növelése érdekében. Elméletének jelentősége, hogy bár csupán gazdasági megfontolásból, de hangsúlyozta az emberi tényezőt is. Ez volt az első kísérlet, mely a tudományt hívta segítségül a nagyiparban jelentkező, a munkaerővel kapcsolatos problémák egészének tanulmányozásához és megoldásához. 
A „tudományos munkaszervezés” elmélet szerint a rendszer feladatai:
1. Keressük meg a kiválasztott munkához a legjobb eljárást.
2. Válogassuk ki azokat az embereket, akik ezekkel az eljárásokkal a legrövidebb idő alatt tudják elvégezni a termelési műveleteket.
3. A kiválogatott emberek munkájának időtartamából állapítsuk meg minden egyes művelet elvégzésének normaidejét (egységnyi munkaidőhöz rendelt munkateljesítmény)
4. Tanítsuk be ezeket az összes munkásnak és a munkabér szabályozásával, büntetésrendszerrel, felmondási fenyegetéssel kényszerítsük őket a normaidő betartására (Fekete, 2007).

Taylor érdemei közé sorolható továbbá az anyagi elismerés, az optimális munkamódszerek kidolgozása, a munkakörelemzés, a specializáció növelése, a legjobb munkások kiválasztása és a vezetők közötti munkamegosztás bevezetése. Intellektuálisan is stimulálni és serkenteni szerette volna a munkásokat, illetve úgy próbálta emelni a béreket, hogy közben a dolgozott órák számát csökkentse (Hollway, 1991). Taylor munkásságának köszönhetően a munkatermelékenység megnőtt. A tulajdonosok körében hamar népszerűvé vált, de nem vette számításba, hogy az előírt mozdulatok megfelelnek-e az emberi szervezet adottságainak. A szokatlan mozdulatok a munkások számára jelentős túlterhelést eredményeztek, de azt vette alapul, hogy az ember természeténél fogva alkalmazkodott a munkához. Mindezért olyan bírálat érte, hogy elidegeníti a dolgozókat a munkától, illetve hogy egyáltalán nem foglalkozik a motivációval, és ez a szakszervezetek erős tiltakozását váltotta ki.
Egy másik jelentős személyhez, Henry Fayolhoz (1841-1921) köthető a tudományos vezetés vizsgálata. Fayol szintén a vállalkozások racionalizálását tartotta szem előtt. A szervezetekben folyó munkát 6 csoportra osztotta: műszaki, kereskedelmi, pénzügyi, biztonsági, számviteli és vezetés. Emellett a vezetés elemeit a következőkben határozta meg: előrelátás, szervezés, irányítás, koordináció és ellenőrzés. Eredményei közé tartozik még, hogy megalkotta a vezetés 14 alapelvét: 
1. munkamegosztás,
2. hatáskör és felelősség,
3. fegyelem,
4. a rendelkezés egysége,
5. a vezetés egysége,
6. általános érdekek prioritása,
7. ellenszolgáltatás,
8. centralizálás szükséges,
9. hierarchia pontos meghatározása,
10. rend,
11. méltányosság,
12. a személyzet állandósága,
13. kezdeményezés és
14. a szervezet ereje a tagok egységében rejlik.

## Pszichotechnika
A következő lépés a pszichotechnika kialakulása volt (1915-1930). Az 1910-es évektől kezdve rendszeresen jelentek meg új és új tanulmányok, a pszichológusok a munkavégzés egyre több területét próbálták meg tudományos módszerekkel feltérképezni és értelmezni (Fekete, 2007). 1912-1913-ban megjelent Hugo Münsterberg (1863-1916) munkapszichológiai tárgyú könyve („Psychology and Industrial Efficiency”), mellyel az alkalmazott pszichológia egyik úttörőjévé vált (Henley & Thorne, 2000). Ebben az időszakban dolgozta ki az első alkalmasság-vizsgálati módszert is (a bostoni villamosvezetők számára) (Fekete, 2007).
A munkalélektan első nagy fellendülése más szempontból is ehhez az időszakhoz köthető: az első világháború idején (a katonai sorozások alkalmával) több millió emberről kellett nagyon hamar megállapítani, milyen poszton használhatják fel a leghatékonyabban. A francia Alfred Binet (1857-1911) iskolaérettségi vizsgálatra készített egyéni intelligenciavizsgáló módszerét felhasználva alkották meg a csoportos vizsgálatra alkalmas Army Alpha (illetve Army Beta) tesztet. A sikeres alkalmazást követően ezt ipari méretekben is használni kezdték. A pszichotechnikai kutatások is fejlődésnek indultak, ugyanis ezek közvetlenül a vállalkozók gazdasági érdekeit szolgálták (Fekete, 2007).
A pszichotechnika (amely az üzempszichológia alapja) az alábbi kérdésekre keresi a választ: mozgás racionalizálása (leggyorsabb, legkevesebb hibával), a változó fizikai környezet feltételeinek befolyása a teljesítmény alakulására (világítás, zaj stb.), illetve az alkalmasság elbírálása (Fekete, 2007). A pszichotechnika tartalma tehát az ember képességeinek megállapítása, kiválogatás a különböző foglalkozásokra; a munkavégzésre történő betanítás, a munka észszerűsítése; a műszaki berendezések, gépek alakítása az emberi követelményeknek megfelelően, munkakörnyezet kialakítása; illetve a munkafolyamat elemzése és tanulmányozása különböző tudományos elvek alapján (fiziológiai, pszichológiai, közgazdasági, műszaki) („A munkapszichológia célja, tárgya, története”, n. d.).
Míg a pszichotechnikai kutatások eredményeként sok kitűnő alkalmasság-vizsgálati módszert fejlesztettek ki, a megközelítés gyengéi is hamar megmutatkoztak. A pszichotechnika negatív tulajdonságai közé sorolható az atomisztikus szemlélet, a statikus jelleg és a sematikusság. Így például nem fordított figyelmet sem a motivációra, sem a munkahelyi környezetre (a fizikai munkakörülményeken túl, pl. megvilágítás). Emellett számos, például a kiválasztásban használt teszt nem volt elég hatékony és nem ismerte fel a munkacsoport jelentőségét („A munkapszichológia célja, tárgya, története”, n. d.)